# 웨이트리스 (영화)
《웨이트리스》(영어: Waitress)는 2007년 개봉한 미국의 코미디 드라마 영화이다. 에이드리엔 셸리가 감독과 각본을 맡았으며, 그의 유작이기도 하다. 또한, 에이드리엔이 극중 조연 '던' 역으로도 직접 출연하였다. 2007 선댄스 영화제에서 전 세계 최초 공개되었으며, 2007년 5월 21일 제한 개봉되었다.